# Philander Knox
Philander Chase Knox (Brownsville (Pennsylvania), 6 mei 1853 - Washington D.C., 12 oktober 1921) was een Amerikaans advocaat en bankier. Tevens diende hij onder drie verschillende presidenten als minister van justitie en Buitenlandse Zaken.

## Biografie
Philander Knox was een van de negen kinderen van David Knox en Rebecca Page. Hij studeerde aan de University of Mount Union waar hij in 1872 afstudeerde. Aldaar leerde hij de latere president William McKinley kennen, met wie hij bevriend raakte. Drie jaar later ging hij als advocaat werken in Pittsburgh. In 1901 werd hij door president McKinley aangesteld als minister van justitie. Hij bleef in die positie werkzaam nadat president Theodore Roosevelt het ambt op zich nam. Hij stopte in 1904 met het ministerschap om zitting te nemen in de senaat.
In 1908 deed Knox tevergeefs een poging om de Republikeinse presidentskandidaat te worden voor de verkiezingen van dat jaar. Hij werd na de verkiezingen door president William Howard Taft aangesteld als minister van buitenlandse zaken. Hij diende de volle vier jaar uit en toen zijn ministerschap was afgelopen, ging hij weer aan de slag als advocaat in Pittsburgh. In 1916 stelde hij zich verkiesbaar als afgevaardigde in de senaat en werd hij bij de verkiezingen verkozen. Na de Eerste Wereldoorlog sprak hij zich negatief uit over de Vrede van Versailles.
Bij de verkiezingen van 1920 gold Knox als een van de kandidaten om de Republikeinse kandidaat te worden bij de verkiezingen van dat jaar, maar hij werd gepasseerd door Warren Harding. Een jaar later stierf hij op 68-jarige leeftijd in Washington D.C..